# 表町 (臺北市)

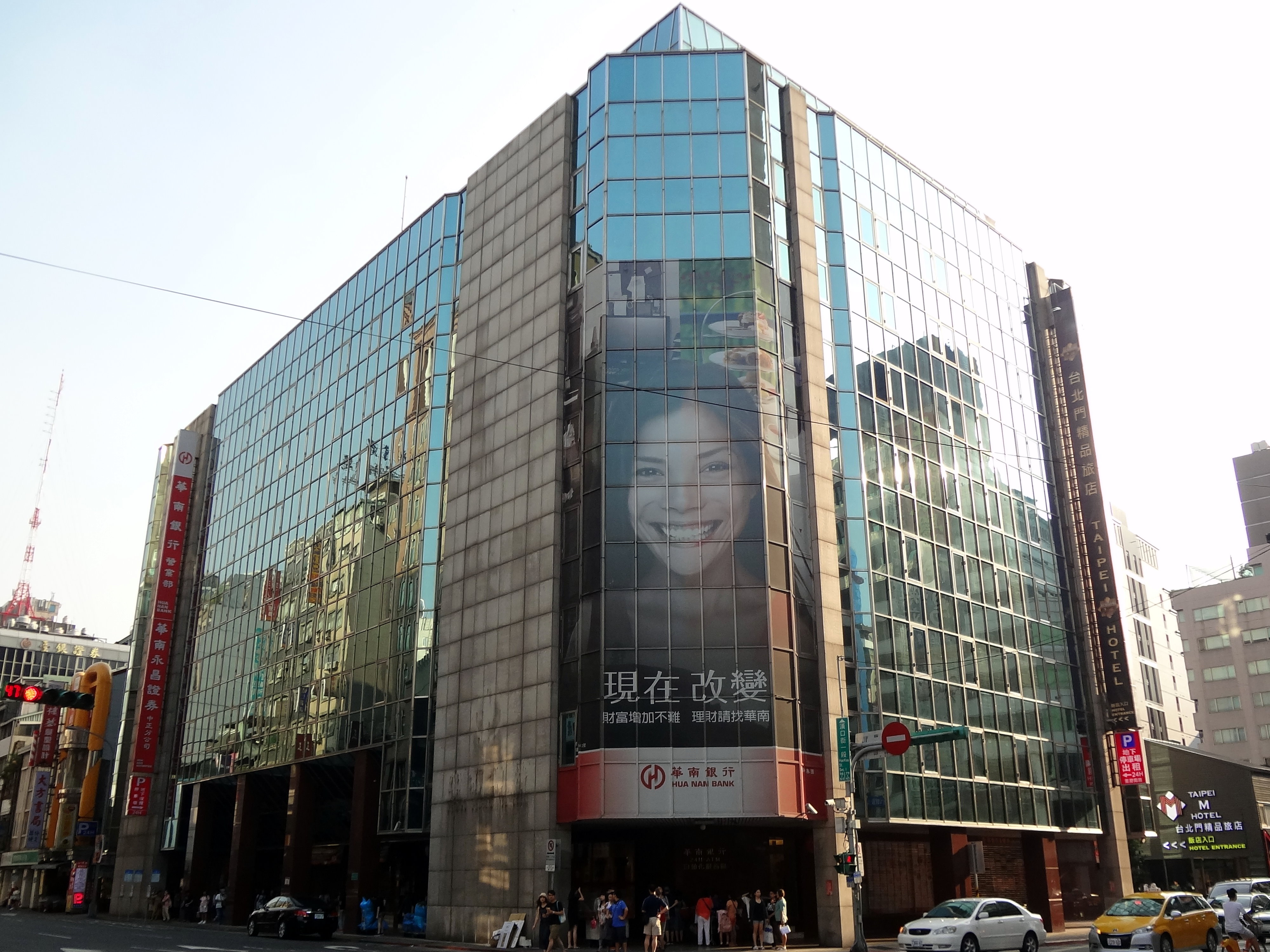
華南銀行營業部（原總行）

表町為臺灣日治時期臺北市之行政區，分一、二丁目，位於臺北城內北部明石町之西，新公園之北，今許昌街、信陽街、漢口街一段、襄陽路、懷寧街之一部份及館前路均在町內。表町金融機關林立，號稱台北的一等地。館前路在當時名為「表町通」，表町也是華南銀行創立之地。

## 町內設施
- 三井物產（一丁目31番地）
- 勸業銀行（二丁目11番地）
- 華南銀行（二丁目2番地）
- 鐵道飯店（二丁目7番地，現新光摩天大樓、亞洲廣場大樓）
- 大成火災海上保險株式會社總部（2丁目11番地，現站前大廈）